# San Juan Sacatepéquez
San Juan Sacatepéquez é uma cidade da Guatemala do departamento de Guatemala.